# 楊汝輔
楊汝輔（1520年—？），字惟德，號見泉，江西南昌府南昌縣人，民籍，明朝政治人物。

## 生平
嘉靖二十五年丙午科（1546年）江西鄉試第八十八名舉人。嘉靖三十五年（1556年）中式丙辰科會試第一百五名，三甲第二十八名進士。礼部观政，授福建長樂縣知县，四十年復除河南固始县，四十一年升南京礼部主事，历升郎中，隆慶元年致仕。

## 家族
曾祖楊子輻；祖父楊偉常；父楊用中，縣主簿。嫡母張氏；生母劉氏。兄杨汝瑞（封南京刑部郎中）、弟杨汝允（礼部员外郎）。